# Aston Martin DB3S
La DB3S è un'autovettura da competizione prodotta dalla Aston Martin dal 1953 al 1955.
Il modello derivava dalla Aston Martin DB3 e dei 31 esemplari realizzati, 11 furono destinati alle gare, mentre 20 vennero venduti a clienti privati. Degli 11 esemplari destinati alle competizioni, solo 10 furono poi realmente impiegati dall'Aston Martin. La DB3S fu sostituita, nel 1956, dalla DBR1.
Il telaio era tubolare doppio e separato, mentre il corpo vettura era aperto e venne realizzato in alluminio. Le sospensioni erano costituite da barra di torsione, doppi bracci oscillanti e ponte De Dion posteriore. Il motore era anteriore ed aveva una configurazione a sei cilindri in linea. La cilindrata era di 2.992 cm³. Questo propulsore era dotato di tre carburatori doppio corpo Weber 35 DCO e di una distribuzione a doppio albero a camme in testa. Il cambio era un "David Brown S430" manuale a quattro rapporti mentre la frizione era monodisco da 9". La trazione era posteriore.
Due esemplari di DB3S destinati alle gare vennero realizzati con carrozzeria coupé. Questo corpo vettura risultava più aerodinamico di quello aperto. In ogni caso, questi due esemplari erano instabili alle alte velocità e quindi si schiantarono entrambi alla 24 Ore di Le Mans del 1954. In seguito, dopo l'incidente, questi due modelli vennero ricostruiti con una carrozzeria aperta. Anche tre degli esemplari di DB3S destinati alla clientela privata furono dotati di carrozzeria coupé.
Questo modello non ebbe molto successo nelle gare.